# Младен Киселов
Младен Илиев Киселов е български режисьор и педагог.

## Биография
Роден е на 11 юни 1943 г. в Русе. Завършва режисура при Анатолий Ефрос в ГИТИЗ, Москва през 1968 г. Дебютира с постановката на „Домът на Бернарда Алба“ от Федерико Гарсия Лорка в Драматичен театър - Пловдив (1968 г.).
Работи в Драматичните театри в Пловдив (1968 г.), Кърджали (1968 – 1970 г.), Бургас (1970 – 1971 г.), Народен театър за младежта (1971 – 1977 г.), Държавен сатиричен театър (1977 – 1982 г. (като главен художествен ръководител), Народен театър „Иван Вазов“ (1983 – 1991 г.), заместник генерален директор по художествените въпроси на Националния дворец на културата (НДК) – (1983 – 1991 г.).
Гостува в „Театър 199“, Националния дворец на културата (НДК), Драматично-музикален театър – Велико Търново, Драматичен театър – Шумен, Драматичен театър – Перник, Нов драматичен театър „Сълза и смях“, Драматичен театър – Русе, Драматичен театър – Сливен и др.
Асистент е на проф. Желчо Мандаджиев във ВИТИЗ „Кр. Сарафов“ (1975 – 1991 г.).
От 1991 г. работи в САЩ като педагог и режисьор. Чете лекции в Йейлския университет, Ню Хейвън, Кънектикът (1981 – 1982 г.). Преподава режисура и актьорско майсторство в Драматичната школа на университета „Карнеги Мелън“ в Питсбърг (от 1991 г.).
Участва с постановки в изданията на Театър на нациите (Амстердам, Варшава, София), в международни театрални фестивали в Белград, Берлин и др. Носител е на международни и национални награди и на държавни отличия.
В салона на Театър 199 има изграден барелеф на Младен Киселов от Георги Чапкънов.

## Постановки
- „Разходка в събота вечер“ – Драгомир Асенов,
- „Мотопедът“ – Недялко Йорданов,
- „Врагове“, „Последните“ – Максим Горки,
- „Театър, любов моя“ – Валери Петров,
- „Сън“, „Биволът“, „Човекоядката“ – Иван Радоев,
- „Опит за летене“, „Кошници“, „Суматоха“, „Лазарица“, „Образ и подобие“ – Йордан Радичков,
- „Животът – това са две жени“ – Стефан Цанев,
- „Кой се страхува от Вирджиния Улф?“ – Едуард Олби,
- „Чайка“ – Антон Чехов,
- „Мъжът си е мъж“ – Бертолт Брехт,
- „Разбойник“ – Карел Чапек,
- „И най-мъдрият си е малко прост“ – Александър Островски,
- „Дон Жуан“ – Жан-Батист Молиер,
- „Топаз“ – Марсел Паньол,
- „Бресткият мир“ – М. Шатров,
- „Кабаре „Парнас“ – Любомир Пеевски (съвместно с М. Младенова),
- „Рейс“, „Сако от велур“ – Станислав Стратиев,
- „Есенна соната“ – Ингмар Бергман и др.

## Филмография
- Васката (премиера: 1 февруари 1965 г.)
- Дневна светлина – инж. Слави Младенов (премиера: 27 септември 1974 г.)
- Черно и бяло – Валери (премиера: 24 май 1983 г.)